# Alexander Alexandrowitsch Barykin

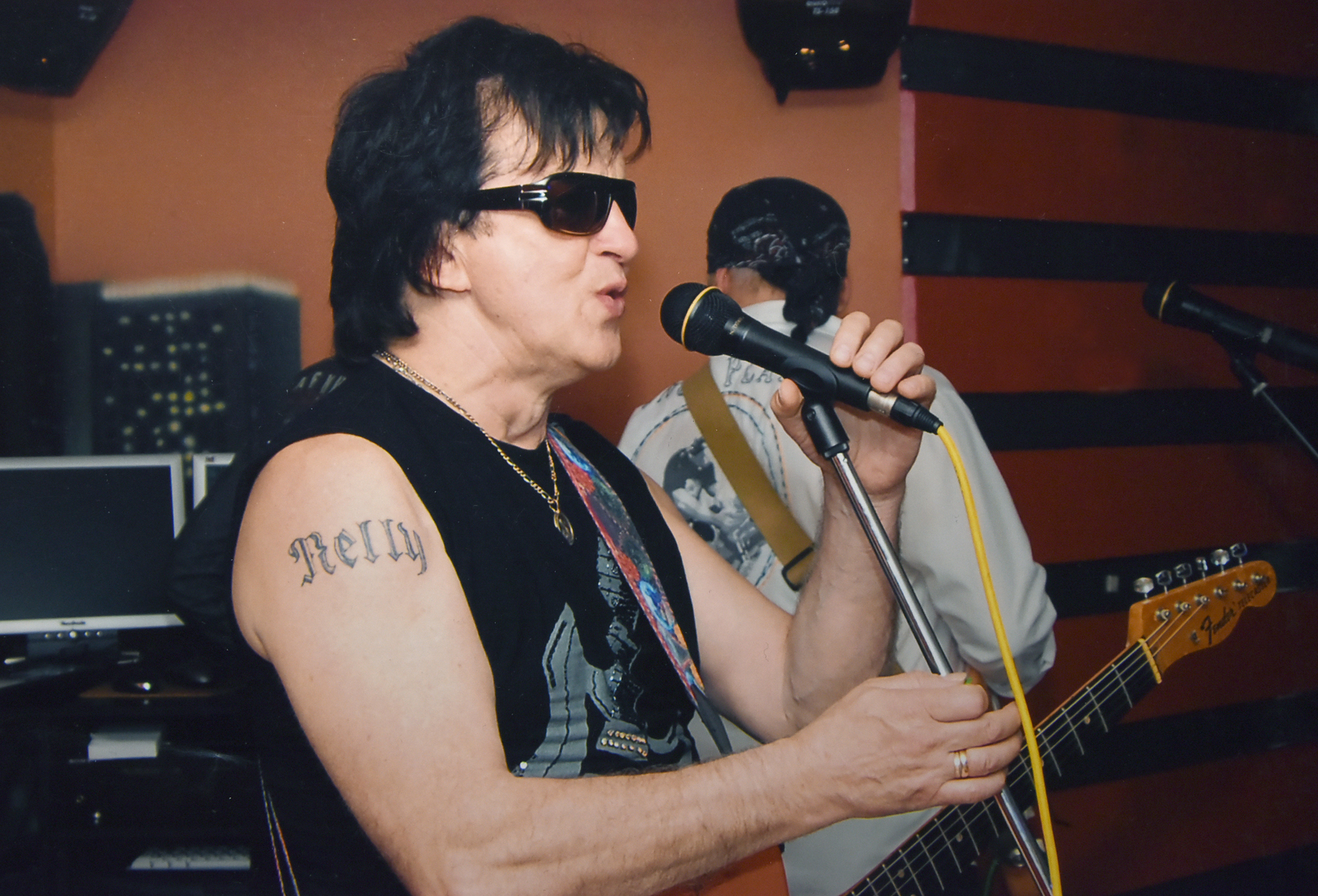
Alexander Barykin, 2005

Alexander Alexandrowitsch Barykin (russisch Алекса́ндр Алекса́ндрович Бары́кин; * 18. Februar 1952 in Berjosowo, Autonomer Kreis der Chanten und Mansen/Jugra; † 26. März 2011 in Orenburg) war ein russischer Sänger, Komponist, Gitarrist und Rockmusiker.
Ab 1973 war Barykin als professioneller Musiker aktiv. Er arbeitete mit Wladimir Kusmin und mit namhaften russischen Gruppen wie Wesjolye rebjata und Samozwety zusammen. Das Lied Einladung zum Reisen (Приглашение к путешествию) nach Gedichten von Charles Baudelaire hat Barykin bekannt gemacht.

## Frühe Jahre und musikalische Anfänge
Alexander Alexandrowitsch Barykin wurde am 18. Februar 1952 in Berjosowo, Jugra, geboren. In seiner frühen Kindheit zog er mit seinen Eltern in den Moskauer Vorort Ljuberzy. Schon während seiner Schulzeit zeigte Barykin großes musikalisches Interesse und sang sowie spielte Gitarre in einer Amateurband namens Allegro. Um sein musikalisches Talent weiterzuentwickeln, besuchte er eine Musikschule in Ljuberzy.
Nach seinem Schulabschluss setzte Barykin seine musikalische Ausbildung fort und studierte klassischen Gesang am renommierten Gnessin-Institut in Moskau. Parallel dazu absolvierte er ein Studium am Krasnodar-Institut für Kultur mit dem Schwerpunkt Veranstaltungsregie.
In seiner Jugend war Barykin von verschiedenen musikalischen Stilen beeinflusst, darunter Rock, Pop und traditionelle russische Musik. Er experimentierte mit unterschiedlichen Instrumenten und entwickelte seine Fähigkeiten als Sänger, Gitarrist und Songwriter. In den frühen 1970er Jahren begann Barykin, in lokalen Clubs und bei kleineren Veranstaltungen aufzutreten, wo er erste Bühnenerfahrungen sammelte. Er komponierte eigene Songs und coverte populäre Lieder, wodurch er sich in der Moskauer Musikszene einen Namen machte. Barykin strebte eine professionelle Musikkarriere an und knüpfte Kontakte zu etablierten Musikern und Produzenten. Seine Vielseitigkeit und sein musikalisches Talent wurden bald von der Musikindustrie erkannt. 

## Karriere

### Karriere in den 1970er und 1980er Jahren
Barykin begann seine professionelle Musikkarriere im Jahr 1973. In den 1970er Jahren war er Mitglied mehrerer bekannter sowjetischer Vokal-Instrumentalensembles (VIA). Von 1973 bis 1974 spielte er bei der Band Moskwitschi, anschließend von 1974 bis 1976 sowie erneut von 1978 bis 1979 bei Wesjolye rebjata. 1976 war Barykin kurzzeitig Mitglied der populären Gruppe Samozwety. Von 1976 bis 1978 gehörte er der Formation Jemtschug an.
Im August 1979 gründete Barykin gemeinsam mit dem Gitarristen Wladimir Kusmin die Band Karneval, die als erste russische New-Wave-Gruppe galt. Karneval kombinierte verschiedene Musikstile wie Glam Rock, Rhythm and Blues und weißen Reggae auf der Basis russischer Melodien. 1981 veröffentlichte die Band ihr Debütalbum Superman als Kassettenaufnahme. Im selben Jahr erschien auch eine gleichnamige EP bei der staatlichen Plattenfirma Melodija. 1982 verließ Kuzmin die Gruppe, um seine eigene Band Dynamic zu gründen, woraufhin Barykin die alleinige Leitung von Karneval übernahm.
In den folgenden Jahren brachte die Band weitere Alben heraus, darunter 1985 Schritte bei Melodija. Ab Mitte der 1980er Jahre experimentierte Karneval verstärkt mit Pop-Rock-Elementen. 1987 hatte Barykin mit dem Lied Bouquet einen großen Hit, der ihm landesweite Bekanntheit einbrachte. Das gleichnamige Album erschien zunächst als Kassettenaufnahme und wurde 1988 in modifizierter Form von Melodija als LP veröffentlicht. 1989 brachte Karneval mit Hey, schau mal! ihr letztes Studioalbum der 1980er Jahre heraus, bevor sich die Band kurz darauf auflöste.

### Solokarriere und spätere Jahre
Alexander Barykin startete 1990 eine erfolgreiche Solokarriere, zunächst als Popsänger. In den folgenden Jahren veröffentlichte er insgesamt 13 Soloalben. Zu Beginn der 1990er Jahre hatte Barykin jedoch mit Problemen an seinen Stimmbändern zu kämpfen. Nach der Veröffentlichung des Albums Inseln im Jahr 1996 konnte er vier Jahre lang keine neuen Songs herausbringen. Anschließend erholte sich Barykin und setzte seine Solokarriere fort. Im Jahr 2001 veröffentlichte er das Album Wolga. Es folgten weitere Alben wie Bete, Kind! (2002), Fluss und Meer"(2003) und Ich weiß es jetzt... (2004). 2005 brachte Barykin das Album Liebe heraus, gefolgt von Nelly im Jahr 2006. 
Gegen Ende seines Lebens gründete Barykin die Band Karneval neu, zusammen mit ehemaligen Mitgliedern wie dem Gitarristen Andrei Wypow. 2008 veröffentlichte er in Zusammenarbeit mit Dub TV das Album Rakete aus dem Süden. Sein letztes Studioalbum Rockstar erschien 2009. Barykin setzte seine Auftritte bis kurz vor seinem Tod fort. Am 26. März 2011 verstarb Alexander Barykin im Alter von 59 Jahren in Orenburg nach einem Konzert an einem Herzinfarkt. Posthum wurde 2011 noch das Album Relax veröffentlicht.

## Musikalischer Stil und Einfluss
Barykin entwickelte einen vielseitigen musikalischen Stil, der verschiedene Genres und Einflüsse vereinte. In den 1970er Jahren war er zunächst in VIA-Bands aktiv, die traditionelle sowjetische Popmusik spielten. Mit seiner Band Karneval wandte er sich ab 1979 der New Wave zu und gilt als einer der ersten russischen Musiker, die diesen Stil aufgriffen. Karneval kombinierte Elemente aus Glam Rock, Rhythm and Blues und weißem Reggae mit russischen Melodien. Barykin experimentierte auch mit Pop-Rock und wechselte Mitte der 1980er Jahre ganz zu diesem Stil. Sein Reggae-Einfluss war prägend, sodass er von vielen als „Vater des russischen Reggae“ bezeichnet wird. Andere russische Musiker wie die Band Tschaif ließen sich von Barykins Reggae-Stil inspirieren.
In den 1990er Jahren wandte sich Barykin als Solokünstler zunächst der Popmusik zu, kehrte aber später zum Rock zurück. Sein Gesangsstil zeichnete sich durch eine markante Stimme aus, die er vielseitig einsetzte. Barykin komponierte auch selbst und arbeitete mit namhaften Songwritern wie Igor Nikolajew zusammen. Sein Gitarrenspiel war ein wichtiges Element seiner Musik. Barykins Stil verband westliche Rockeinflüsse mit russischen Melodien und Texten. Er trug dazu bei, neue musikalische Strömungen in der Sowjetunion und später Russland zu etablieren. Sein Einfluss zeigt sich darin, dass viele seiner Songs noch heute populär sind und von anderen Künstlern gecovert werden.

## Privatleben
Alexander Alexandrowitsch Barykin führte ein bewegtes Privatleben mit mehreren Ehen und Kindern. Er war zweimal verheiratet, zunächst mit Galina Barykina und später mit der Sängerin Nelly Barykina, die er am 19. August 2005 ehelichte. Aus seiner ersten Ehe stammte sein Sohn Georgij Barykin, der 1974 geboren wurde und ebenfalls als Musiker tätig war. Georgij spielte zeitweise Gitarre in der Begleitband seines Vaters. Mit seiner zweiten Ehefrau Nelly bekam Barykin 2006 eine Tochter namens Jewgenija. Darüber hinaus adoptierte das Paar 1995 ein Mädchen namens Kira Barykina, das 1992 zur Welt gekommen war. Neben seinen ehelichen Kindern hatte Barykin auch einen unehelichen Sohn namens Timur Sayed-Shah, der 1987 geboren wurde und später als Rapper Karriere machte. Die Mutter von Timur war die Sängerin Raisa Sayed-Shah.
In seinen letzten Lebensjahren lebte Barykin in Brjansk, wo seine zweite Frau Nelly vor ihrer Heirat gewohnt hatte. Barykin verbrachte viel Zeit mit seiner Familie, insbesondere mit seinem Sohn Georgij, der in seine musikalischen Fußstapfen trat. Trotz seiner erfolgreichen Karriere als Musiker legte Barykin Wert auf ein relativ normales Familienleben abseits des Rampenlichts. Seine Kinder wuchsen in einem musikalischen Umfeld auf, was sich besonders bei Georgij und Timur in deren späteren Karrieren widerspiegelte. Barykin unterstützte die musikalischen Ambitionen seiner Kinder und förderte sie nach Kräften.
Barykin verstarb am 26. März 2011 im Alter von 59 Jahren in Orenburg, Russland. Der Tod ereignete sich während einer Konzerttournee. Barykin erlitt einen schweren Herzinfarkt, nachdem er gerade sein letztes Lied des Abends beendet hatte. Berichten zufolge brach der Künstler unmittelbar nach seinem Auftritt zusammen und konnte trotz sofortiger medizinischer Hilfe nicht mehr gerettet werden. Der plötzliche Tod des beliebten Musikers löste in Russland große Bestürzung aus. Am 28. März 2011 fand in Moskau eine Trauerfeier für Barykin statt, an der zahlreiche Fans und Weggefährten teilnahmen. Kurz vor seinem Tod hatte Barykin noch aktiv an seiner Musikkarriere gearbeitet und plante weitere Konzerte und Aufnahmen. In den Monaten vor seinem Ableben war der Sänger wegen Herzproblemen in Behandlung gewesen. Barykin hinterließ seine Ehefrau Nelly Barykina, mit der er seit 2005 verheiratet war, sowie vier Kinder aus verschiedenen Beziehungen. Sein Tod markierte das Ende einer über 35-jährigen Karriere in der russischen Musikszene. Barykins letzte Ruhestätte befindet sich auf dem Friedhof Trojekurowo in Moskau. Nach seinem Ableben wurden mehrere Gedenkkonzerte und Tributveranstaltungen zu Ehren des einflussreichen Musikers organisiert. Barykins Tod wurde in russischen Medien ausführlich thematisiert und löste zahlreiche Nachrufe und Würdigungen seiner künstlerischen Leistungen aus.

## Diskografie
Mit Karneval (Карнавал)
- 1981: Superman (Kassettenalbum) (Супермен)
- 1981: Karneval (EP, Melodija) (Карнавал)
- 1982: Karussel (Kassettenalbum) (Карусель)
- 1983: Schauspieler (Live-Tape-Album) (Актёр)
- 1984: Radio (Kassettenalbum) (Радио)
- 1985: Ersatzspieler (Kassettenalbum) (Запасной игрок)
- 1985: Schritte (Melodija) (Ступени)
- 1985: Wenn wir verliebt sind (Kassettenalbum) (Когда мы влюблены)
- 1986: Rock and Roll Marathon (Kassettenalbum) (Рок-н-ролльный марафон)
- 1987: Bouquet (Kassettenalbum) (Букет)
- 1988: Bouquet (Букет) (Melodija; modifizierte Version)
- 1990: Hey, schau mal! (Melodija) (Эй, смотри!)
- 1991: Blaue Augen (Melodija) (Голубые глаза)
- 1996: Schritte (Moroz Records; Neuauflage auf CD) (Ступени)
- 1996: Hey, schau mal! (Moroz Records; Neuauflage auf CD) (Эй, смотри!)
- 2000: Jubiläumskonzert (CD, Bootleg) (Юбилейный концерт)
- 2001: Konzert in Kuibyschew (Moroz Records, CD; live aufgenommen 1982) (Концерт в Куйбышеве)

Sammlungen
- 1993: Flughafen (Moroz Records; CD) (Аэропорт)
- 1997: CD in der Reihe Legenden des Russischen Rock (Moroz Records) (Из серии «Легенды русского рока»)
- 1997: Plötzlicher Stillstand (Внезапный тупик) (Moroz Records, CD)
- 1997: Ich werde noch lange Fahrrad fahren (Moroz Records; CD) (Я буду долго гнать велосипед)
- 2002: Frühe Lieder (Hit Records; CD) (Ранние песни)
- 2003: Alexander Barykin und die Gruppe "Karneval" (Dynamit Records; Doppel-2CD) (Александр Барыкин и группа «Карнавал»)

Alexander Barykin (solo)
- 1994: Robin Hood Festival in Lytkarino (Livekonzert; CD) (Фестиваль Робин Гуд в Лыткарино)
- 1994: Russischer Strand (Union Records) (Русский пляж)
- 1995: Nie zu spät (Moroz Records) (Никогда не поздно)
- 1996: Inseln (Острова) (Moroz Records)
- 2001: Wolga („Nachrichtenmusik“) (Волга)
- 2002: Bete, Kind! (GFS) (Молись, дитя!)
- 2003: Fluss und Meer (Prof Music) (Река и море)
- 2004: Ich weiß es jetzt... (Union Records; Live-CD) (Я знаю теперь…)
- 2005: Liebe (CD Land) (Любовь)
- 2006: Nelly (Нелли)
- 2008: Rakete aus dem Süden (Ракета с Юга)
- 2009: Rockstar
- 2011: Relax

Sammlungen
- 1995: Alexander Barykin (Anima Vox) (Александр Барыкин)
- 2000: CD in der Grand Collection-Reihe (Quad-Disc) (Из серии Grand Collection)
- 2003: CD in der Star Series (S.T.R. Records) (Из «Звёздной серии»)

### Singles (Auswahl)
- 1986: Аэропорт
- 1987: Букет